# 细奴逻

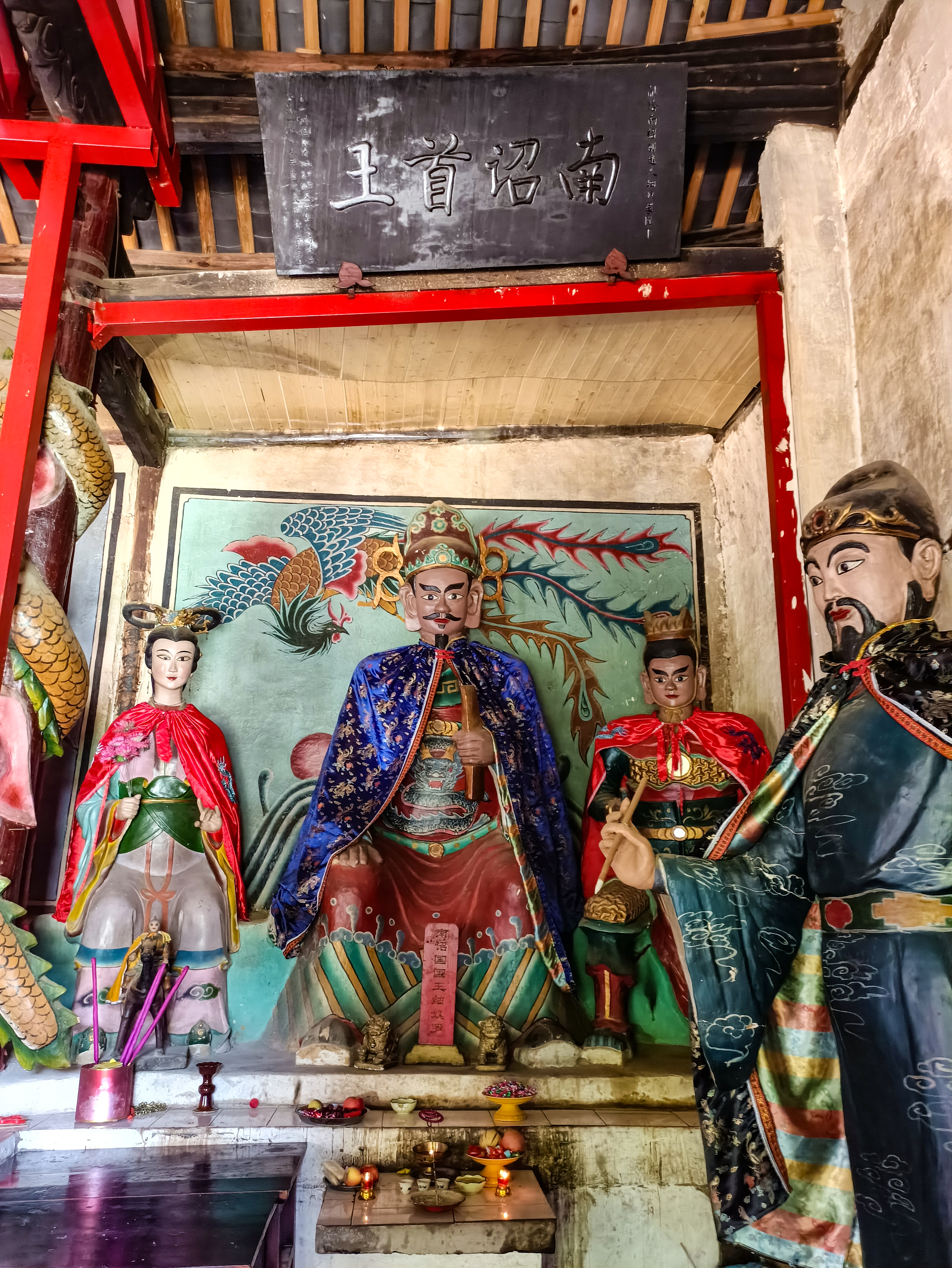
大理鹤顶寺供奉的细奴逻塑像

细奴逻（古彝文： surp nyier lop，彝语南部方言：su̠21 ȵe̠33 lo21；617年—674年），又作细诺逻、习农乐、独罗，蒙舍诏第一代诏，蒙姓，谥奇嘉王，庙号高祖，皮罗阁的曾祖父。
细奴逻是庞迦独之子，居蒙舍川（治今云南巍山彝族回族自治县西北龙宇图山），后部众渐盛。649年，张乐进求禅位于细奴逻，细奴逻开始实行世袭制，建“大蒙国”，以巍山为首府。永徽四年（653年），细奴逻向唐朝进贡，唐高宗封他为巍州刺史。永徽五年（654年），蒙巂诏攻击蒙舍诏，细奴逻遣子逻盛入唐，以求唐朝保护。姚州总管李义援救，击败蒙巂诏。674年，细奴逻去世，逻盛继位。